# Charles Cotton (poète)
Pour les articles homonymes, voir Cotton et Charles Cotton.
Charles Cotton, né le 28 avril 1630 et décédé en février 1687, est un poète anglais.

## Biographie
Il a composé un Virgile travesti qui eut jusqu’à 15 éditions, et a traduit plusieurs ouvrages français, entre autres les Essais de Michel de Montaigne.
Charles Cotton est aussi l’auteur des Instructions pour la pêche de la truite ou de l’ombre en eau claire, ajoutées en 1676 au manuel du Parfait Pêcheur à la ligne de son ami Izaac Walton. Les conseils qui y sont donnés sur la pratique de la pêche à la mouche et la fabrication de 65 mouches artificielles, ainsi que leur précision et leur actualité, font de Charles Cotton le père de la pêche à la mouche moderne.

## Source
Cet article comprend des extraits du Dictionnaire Bouillet. Il est possible de supprimer cette indication, si le texte reflète le savoir actuel sur ce thème, si les sources sont citées, s'il satisfait aux exigences linguistiques actuelles et s'il ne contient pas de propos qui vont à l'encontre des règles de neutralité de Wikipédia.